# Mil·límetre cúbic
El mil·límetre cúbic és una unitat de volum. Es correspon amb el volum d'un cub d'un mil·límetre de costat. Equival a la milmilionèsima part d'un metre cúbic i també a un microlitre. És el tercer submúltiple del metre cúbic.
La seva abreviatura és mm³.
Equivalències
- 0,001  cm³
- 0,000 001  dm³
- 0,000 000 001  m 3